# Val d'Erdre-Auxence
Pour les articles homonymes, voir Auxence.
Val d’Erdre-Auxence est depuis le 15 décembre 2016, une commune nouvelle française, située dans le département de Maine-et-Loire, en région Pays de la Loire.

## Géographie

### Communes limitrophes
| Candé                                 | Angrie              | Erdre-en-Anjou                               |
| Vallons-de-l'Erdre (Loire-Atlantique) | Val d'Erdre-Auxence | Bécon-les-Granits                            |
| Loireauxence (Loire-Atlantique)       | Saint-Sigismond     | Saint-Augustin-des-Bois, Champtocé-sur-Loire |

### Climat
Pour des articles plus généraux, voir Climat des Pays de la Loire et Climat de Maine-et-Loire.
En 2010, le climat de la commune est de type climat océanique altéré, selon une étude du CNRS s'appuyant sur une série de données couvrant la période 1971-2000. En 2020, Météo-France publie une typologie des climats de la France métropolitaine dans laquelle la commune est exposée à un climat océanique et est dans la région climatique  Bretagne orientale et méridionale, Pays nantais, Vendée, caractérisée par une faible pluviométrie en été et une bonne insolation. 
Pour la période 1971-2000, la température annuelle moyenne est de 11,6 °C, avec une amplitude thermique annuelle de 13,8 °C. Le cumul annuel moyen de précipitations est de 703 mm, avec 11,9 jours de précipitations en janvier et 6,2 jours en juillet. Pour la période 1991-2020, la température moyenne annuelle observée sur la station météorologique de Météo-France la plus proche, sur la commune d'Angrie à 8 km à vol d'oiseau, est de 12,3 °C et le cumul annuel moyen de précipitations est de 710,5 mm,. Pour l'avenir, les paramètres climatiques de la commune estimés pour 2050 selon différents scénarios d'émission de gaz à effet de serre sont consultables sur un site dédié publié par Météo-France en novembre 2022.

## Urbanisme

### Typologie
Au 1er janvier 2024, Val d'Erdre-Auxence est catégorisée bourg rural, selon la nouvelle grille communale de densité à sept niveaux définie par l'Insee en 2022.
Elle appartient à l'unité urbaine de Val d'Erdre-Auxence, une unité urbaine monocommunale constituant une ville isolée,. Par ailleurs la commune fait partie de l'aire d'attraction d'Angers, dont elle est une commune de la couronne,. Cette aire, qui regroupe 81 communes, est catégorisée dans les aires de 200 000 à moins de 700 000 habitants,.

## Histoire
Le 15 décembre 2016, les trois communes  de La Cornuaille, Le Louroux-Béconnais et Villemoisan fusionnent pour constituer la commune nouvelle de Val d'Erdre-Auxence et deviennent des communes déléguées.
Le Louroux-Béconnais est le chef-lieu de cette nouvelle commune.

## Politique et administration

### Communes déléguées
| Nom                          | Code Insee | Intercommunalité | Superficie (km2) | Population (dernière pop. légale) | Densité (hab./km2) |
| ---------------------------- | ---------- | ---------------- | ---------------- | --------------------------------- | ------------------ |
| Le Louroux-Béconnais (siège) | 49183      | CC Ouest Anjou   | 65,57            | 3 082 (2014)                      | 47                 |
| La Cornuaille                | 49108      | CC Ouest Anjou   | 43,92            | 1 028 (2014)                      | 23                 |
| Villemoisan                  | 49376      | CC Ouest Anjou   | 20,75            | 645 (2014)                        | 31                 |

### Administration municipale
| Période          | Période  | Identité         | Étiquette | Qualité                                                                     |
| ---------------- | -------- | ---------------- | --------- | --------------------------------------------------------------------------- |
| 15 décembre 2016 | En cours | Michel Bourcier, | DVD       | Retraité de la fonction publique 2e vice-président CC Vallées du Haut-Anjou |

## Population et société

### Démographie
L'évolution du nombre d'habitants est connue à travers les recensements de la population effectués dans la commune depuis sa création.

En 2022, la commune comptait 4 967 habitants, en évolution de +2,29 % par rapport à 2016 (Maine-et-Loire : +2,12 %, France hors Mayotte : +2,11 %).
| 2015  | 2020  | 2022  |
| ----- | ----- | ----- |
| 4 818 | 4 908 | 4 967 |

## Économie
Il convient de se reporter aux articles consacrés aux anciennes communes fusionnées.

## Culture locale et patrimoine
Il convient de se reporter aux articles consacrés aux anciennes communes fusionnées.
- Abbaye Notre-Dame de Pontron.